# Esine
Esine (lombardul: Ézen) település Olaszországban, Lombardia régióban, Brescia megyében. Lakosainak száma 5043 fő (2023. január 1.). Esine Berzo Inferiore, Bovegno, Darfo Boario Terme, Gianico, Piancogno és Cividate Camuno községekkel határos.

## Népesség
A település lakossága az elmúlt években az alábbi módon változott:
| Lakosok száma | 5262 | 5249 | 5043 |
|               | 2017 | 2018 | 2023 |